# خالد العبيدي (رياضي)
خالد العبيدي، من مواليد 14 سبتمبر 1995، رياضي مغربي في رفع الأثقال، مثل المغرب في الألعاب الأولمبية الصيفية 2016 بعد غياب رفع الأثقال المغربي عن الألعاب الأولمبية اثنتي عشرة سنة.

## روابط خارجية
- خالد العبيدي على موقع الاتحاد الدولي (الإنجليزية)
- خالد العبيدي على موقع اللجنة الأولمبية الدولية (الإنجليزية)
- خالد العبيدي على موقع أوليمبيديا (الإنجليزية)
- خالد العبيدي على موقع اللجنة الأولمبية المغربية (الفرنسية)